# 제4공화국 (드라마)
《제4공화국》은 MBC에서 1995년 10월 18일부터 1996년 1월 25일까지 방영된 특별기획 정치드라마 및 시대극이다.
MBC의 전통적인 공화국 시리즈를 잇는 작품이며 제4공화국을 주요 배경으로 하고 있다. 1972년 10월 17일 유신부터 긴급조치 제9호, 요정 정치, 부마 항쟁 및 10·26, 12·12 등을 거쳐 광주 항쟁과 제5공화국의 건설까지를 다뤘다.
한편, 연출을 맡았던 최종수 PD가 1995년 9월 28일 새벽 촬영 도중 교통사고를 당해 중도 하차하면서 장수봉 PD로 교체되었다. 같은 날, 이 드라마를 촬영하던 조수현 카메라 감독도 함께 사망했다.

## 등장 인물

### 주요 인물
- 이창환 : 박정희 역

제5~9대 대통령, 육군 대장, 육군 제6관구사령관, 국가재건최고회의 의장(3공화국 연결)
- 전인화 : 육영수 역

박정희 대통령 영부인
- 박근형 : 김재규 역

육군 중장, 육군 제3군단장, 국군보안사령관, 건설부장관, 유신정우회 국회의원, 제8대 중앙정보부장
- 이대근 : 차지철 역

육군 중령, 민주공화당 국회의원, 대통령 경호실장(3공화국 연결)
- 김봉근 : 박종규 역

육군 대령, 대통령 경호실장, 민주공화당 국회의원
- 김상순 : 김계원 역

육군 대장, 육군 참모총장, 제5대 중앙정보부장, 대통령 비서실장
- 한인수 : 김종필 역

육군 준장, 초대 중앙정보부장, 민주공화당 의장, 국무총리, 민주공화당 총재
- 백일섭 : 김형욱 역

육군 준장, 제4대 중앙정보부장, 민주공화당 국회의원
- 김성겸 : 최규하 역

외무부 장관, 국무총리, 대통령 권한대행, 제10대 대통령
- 신충식 : 김정렴 역

예비역 육군 준사관 출신, 상공부 장관, 대통령 비서실장
- 임채무 : 이후락 역

육군 소장, 국가재건최고회의 공보실장, 대통령 비서실장, 주일 한국대사, 제6대 중앙정보부장, 민주공화당 국회의원
- 노주현 : 김용태 역

민주공화당 국회의원

### 박정희 가족
- 전유진 : 박근혜 역

박정희의 첫째 영애, 대한민국 제18대 대통령
- 조은경 : 박근영 역

박정희의 둘째 영애
- 장성원 : 박지만 역

박정희의 영식, 훗날 육군 대위 예편
- 박영목 : 박재홍 역

박정희의 조카, 훗날 신한국당 국회의원 역임
- 박상규 : 육인수 역

박정희의 처남, 국회의원

### 중앙정보부 인물
- 정상철 : 김재춘 역

육군 소장, 제3대 중앙정보부 부장
- 구보석 : 최대훈 역

예비역 육군 중령, 중정 요원
- 김해권 : 방준모 역

중앙정보부 감찰실장
- 박상규 : 문학림 역

김형욱 중정부장 당시 중앙정보부장 비서실장
- 유형관 : 김영민 역

김형욱 중정부장 당시 중앙정보부 제3국장
- 김창봉 : 50대 시절의 이상열 역 (40대 젊은 시절: 유형관)

1979년 51세 시절 예비역 육군 소장 이상열 프랑스 주재 대사관 예하 공사 그는 1971년 예비역 육군 소장 전역 출신으로 예비역 육군 중장 김재규 중정부장의 1979년 10월(김형욱,박정희,차지철 암살) 당시 프랑스 주재 대한민국 대사관 예하 파리 파견 공사
- 유형관 : 40대 시절의 이상열 역

1973년 45세 시절 예비역 육군 소장 이상열 중앙정보부 예하 기획관리실 실장 그는 1971년 예비역 육군 소장 전역 출신으로 예비역 육군 소장 이후락 중정부장 당시 중앙정보부 기획관리실장
- 박광남 : 윤일균 역

예비역 공군 헌병 준장 출신, 중앙정보부 해외담당 제1차장, 중앙정보부장 직무대행
- 노영국 : 박흥주 역

육군 대령, 10.26사건 당시 중앙정보부장 수행부관
- 이동신 : 박선호 역

예비역 해병 대령, 10.26사건 당시 중앙정보부 의전과 과장
- 이재포 : 이석태 역

10.26사건 당시 중앙정보부 서울 궁정동 안전가옥 경비원
- 김세형 : 남효주 역

10.26사건 당시 중앙정보부 서울 궁정동 안전가옥 경비원
- 강성욱 : 김정섭 역

8.15 박대통령 저격미수사건 당시 중앙정보부 제3국장, 10.26사건 당시 중앙정보부 제2차장보
- 박상현 : 이기주 역

10.26사건 당시 중앙정보부 서울 궁정동 안전가옥 경비원. 10.26 시해 사건 거사 가담죄로 인하여 사형 집행됨.
- 유태웅 : 유성옥 역

10.26사건 당시 서울 궁정동 안전가옥 경비원. 10.26 시해 사건 거사 가담죄로 인하여 사형 집행됨.
- 최재영 : 김태원 역

10.26사건 당시 서울 궁정동 안전가옥 경비원. 10.26 시해 사건 당시 차지철(대통령 경호실장),안재송(대통령 경호실 경호부속처리국장)을 확인사살한 시해 가담죄로 인하여 사형 집행됨.
- 황진영 : 유석술 역

10.26사건 당시 서울 궁정동 안전가옥 경비원. 10.26 시해 사건 증거은닉 및 인멸죄로 인하여 징역 3년형 복역.

### 정치권 인물
- 권성덕 : 정구영 역

민주공화당 국회의원, 민주공화당 총재 겸 대표최고위원(3공화국 연결).
- 한규희 : 이만섭 역

민주공화당 국회의원, 민주공화당 당무위원
- 김성환 : 김창근 역

민주공화당 당무위원 겸 대변인
- 최민식 : 김대중 역

민중당 당무위원, 민중당 국회의원, 신민당 고문 겸 당무위원, 신민당 국회의원, 대통령 후보, 대한민국 제15대 대통령
- 임동진 : 김영삼 역

민정당 당무위원, 민정당 국회의원, 신민당 고문 겸 당무위원, 신민당 국회의원, 신민당 총재, 대한민국 제14대 대통령
- 박종관 : 유진산 역

신민당 총재 겸 대표최고위원, 신민당 국회의원
- 정현 : 함석헌 역

재야운동가, 정치가
- 나성균 : 양순직 역

예비역 해군 중령, 무소속 국회의원, 훗날 통일민주당 부총재 겸 최고위원
- 오승명 : 백남억 역

민주공화당 국회의원, 민주공화당 최고위원 겸 당무위원
- 양영준 : 박준규 역

민주공화당 국회의원, 민주공화당 당무위원
- 이일웅 : 이민우 역

신민당 국회의원, 신민당 고문 겸 당무위원
- 이신재 : 윤보선 역

제4대 대통령, 대통령 후보
- 윤덕용 : 이철승 역

신민당 대표, 신민당 고문 겸 당무위원, 제3~12대 국회의원
- 전국근 : 장준하 역

예비역 육군 대위 출신의 국회의원, 국토건설부 단장
- 김호영 : 조윤형 역

신민당 국회의원, 신민당 최고위원 겸 당무위원
- 전국환 : 문정수 역

신민당 총무국장 겸 최고위원
- 이원종 : 박용만 역

신민당 국회의원, 신민당 최고위원 겸 당무위원
- 정상철 : 신도환 역

신민당 최고위원 겸 당무위원
- 권병길 : 황낙주 역

신민당 당무위원 겸 원내총무

### 육영수 여사 저격사건 인물
- 김상중 : 문세광 역

재일 한국인, 육영수의 암살범.
- 황미숙 : 강성숙 역

문세광의 아내.
- 김용식 : 김기춘 역

육영수 저격 사건(팔일오 박정희 대통령 저격 미수 사건) 당시 검사.
- 최운교 : 오정소 역

육영수 저격 사건(팔일오 박정희 대통령 저격 미수 사건) 당시 문세광을 수사한 중앙정보부 대공 수사 요원.

### 정부 인물
- 최정훈 : 정일권 역

예비역 육군 대장 출신의 국무총리, 외무부 장관, 민주공화당 국회의장
- 주호성 : 신직수 역

예비역 육군 소령 출신의 검찰총장, 법무부 장관, 제7대 중앙정보부장
- 신국 : 김치열 역

중앙정보부 차장, 검찰총장, 내무부 장관, 법무부 장관
- 고희준 : 구자춘 역

예비역 육군 대령 출신의 서울특별시장, 내무부 장관
- 서학 : 노재현 역

육군 대장, 육군참모총장, 국방부 장관
- 국정환 : 이호 역

예비역 육군 준장 출신의 내무부 장관, 법무부 장관
- 홍민우 : 이희일 역

대통령 비서실 경제 제1수석비서관
- 양영준 : 오원철 역

대통령 비서실 경제 제2수석비서관
- 송영웅 : 김찬진 역

대통령 비서실 경제수석 비서관(경제담당)
- 장순국 : 장예준 역

동력자원부 장관
- 원근희 : 유혁인 역

대통령 비서실 정무 제1수석비서관
- 문창길 : 박동진 역

외무부 장관
- 김순용 : 김석우 역

외무부 국제 법규과 과장
- 송금식 : 박상범 역

예비역 해병 대위, 대통령 경호실 수행계 계장, 대통령 경호실장
- 신성호 : 안재송 역

10.26사건 당시 대통령 경호실 경호부속처리국 국장. 10.26 시해 사건 때 사살됨.
- 김호영 : 이재전 역

육군 중장, 10.26사건 당시 대통령 경호실 차장
- 유병한 : 최광수 역

최규하 대통령 재임시 대통령 비서실 실장
- 한상혁 : 서기원 역

최규하 대통령 재임시 대통령 비서실 공보수석 비서관, 예비역 공군 대위, 소설문학가 출신
- 문창근 : 최창락 역

최규하 대통령 재임시 대통령 비서실 경제수석 비서관
- 정동열 : 정동렬 역

최규하 대통령 재임시 대통령 비서실 의전수석 비서관
- 김진해 : 신현확 역

부총리, 국무총리
- 김옥만 : 주영복 역

공군 대장, 공군참모총장, 국방부 장관

### 북한 인물
- 주현 : 김일성 역

조선민주주의인민공화국 내각 국무원 총리, 조선민주주의인민공화국 국가주석
- 김윤형 : 김정일 역

김일성의 아들, 국방위원회 제1부위원장
- 이병철 : 김영주 역

김일성의 동생, 최고인민회의 대의원 겸 상임위원
- 양영준 : 박성철 역

조선민주주의인민공화국 내각 국무원 총리, 조선민주주의인민공화국 국가부주석
- 신신범 : 최익규 역

조선로동당 문화기획부 제3차장(노동당 문화기획부 영화담당 부부장)

### 전두환 가족
- 박용식 : 전두환 역

육군 대장, 육군 특전사 1공수특전여단장, 대통령 경호실 작전차장보, 육군 제1보병사단 사단장, 국군보안사령관, 중앙정보부장 서리, 국가보위입법회의 상임위원장 제11~12대 대통령(5공화국 연결).
- 이상숙 : 이순자 역

전두환의 아내, 대통령 영부인
- 오현섭 : 전경환 역

예비역 육군 중위 출신, 대통령 경호실 경호 5계장, 대통령 경호실 경호 2계장, 전두환의 동생
- 양일민 : 이규동 역

전두환의 장인, 예비역 육군 준장 출신
- 박경득 : 이규광 역

이규동의 동생, 예비역 육군 준장 출신, 박정희 대통령 비서실 사설정보국장

### 노태우 가족
- 김기섭 : 노태우 역

육군 대장, 육참총장 수석부관, 육군 특전사 제9공수특전여단장, 청와대 경호실 작전 차장보, 육군 제9보병사단 사단장, 수도경비사령관, 국군보안사령관, 내무부 장관, 무임소 장관, 체육청소년부 장관, 민주정의당 대표, 제13대 대통령
- 양미경 : 김옥숙 역

노태우의 아내

### 정인숙 사건 관련 인물
- 조미령 : 정인숙 역

정일권(국무총리),박종규(대통령 경호실장) 등의 아는 옛 지인
- 최운교 : 정종욱 역

정인숙 오빠
- 한상혁 : 정종진 역

정인숙 큰오빠
- 이성용 : 정종구 역

정인숙 둘째오빠
- 이원종 : 정도환 역

정인숙 아버지, 전직 미군정 조선국 시대 말기 경상북도 대구부 부부윤 출신
- 박영지 : 이거락 역

이후락의 사촌 동생(정인숙 피살 사건 당시 서울 마포경찰서장)
- 윤순홍 : 신성재 역

정일권 국무총리 비서관
- 이성호 : 최대현 역

서울지검 공안부장

### 비하나회
- 조명남 : 강창성 역

육군 소장, 중앙정보부 차장보, 국군보안사령관
- 정승현 : 정승화 역

육군 대장, 육군본부 인사국 국장, 육군 참모총장
- 이영후 : 장태완 역

육군 소장, 수도경비사령관
- 황일청 : 정병주 역

육군 소장, 대통령 경호실 차장, 특전사령관
- 조재훈 : 김진기 역

육군 준장, 육군본부 헌병감
- 최병학 : 윤성민 역

육군 중장, 육군참모차장, 육군 제1야전군사령관, 합참의장, 훗날 육군 대장 예편 이후 국방부 장관 역임

### 하나회
- 민지환 : 윤필용 역

육군 소장, 육군 제6관구 사령관, 육군방첩부대장, 육군 수도경비사령관
- 이현두 : 유학성 역

육군 중장, 국방부 군수차관보, 육군 제3야전군 사령관, 훗날 육군 대장 예편, 국가안전기획부장, 민주정의당, 민주자유당 국회의원
- 서동철 : 황영시 역

육군 중장, 육군 제1군단장, 육군참모차장, 육군참모총장, 훗날 육군 대장 예편, 감사원장
- 한태일 : 차규헌 역

육군 중장, 수도경비사령관, 육군 수도군단장, 육군사관학교 교장, 육군참모차장, 육군 제2작전군 사령관, 훗날 육군 대장 예편, 교통부 장관
- 맹호림 : 백운택 역

육군 중장, 육군 제71방위보병사단장, 육군 제1군단장
- 한근욱 : 정호용 역

육군 소장, 특전사 제7공수특전여단, 육군 제50보병사단장, 특전사령관, 육군 제3야전군사령관, 육군참모총장, 훗날 육군 대장 예편, 내무부 장관, 국방부 장관, 민주정의당 국회의원
- 현석 : 손영길 역

육군 준장, 육군 수도경비사령부 참모장
- 한상혁 : 박준병 역

육군 소장, 육군 제20기계화보병사단장, 훗날 육군 대장 예편
- 박병훈 : 허화평 역

육군 대령, 국군 보안사령부 사령관 예하 비서실 실장, 훗날 육군 준장 예편, 대통령 비서실 보좌관, 대통령 비서실 제1정무수석비서관, 무소속 국회의원
- 이승환 : 허삼수 역

육군 대령, 국군보안사령부 인사처장, 훗날 육군 준장 예편, 대통령 비서실 사정수석비서관, 신한국당 국회의원
- 백준기 : 장세동 역

육군 대령, 수도경비사령부 제30경비단장, 특전사령부 작전참모, 특전사 제3공수특전여단, 대통령 경호실장, 훗날 육군 중장 예편, 국가안전기획부 부장
- 임혁주 : 이학봉 역

육군 중령, 국군보안사령부 수사과장, 국군보안사령부 대공처장, 훗날 육군 준장 예편, 대통령 비서실 민정수석비서관, 국가안전기획부 제2차장, 민주정의당, 민주자유당, 무소속 국회의원
- 기정수 : 박희도 역

육군 준장, 특전사 제1공수특전여단장, 특전사령관, 육군 제1군단장, 육군참모차장, 육군 제3야전군사령관, 육군참모총장, 훗날 육군 대장 예편, 한국토지개발공사 이사장
- 김영일 : 최세창 역

육군 준장, 특전사 제3공수특전여단장, 수도경비사령관, 육군참모차장, 육군 제3야전군사령부, 합동참모의장, 훗날 육군 대장 예편, 대한광업진흥공사 사장, 국방부 장관
- 김기현 : 이종구 역

육군 중령, 육군 수도경비사령부 제30경비대대장, 훗날 육군 대장 예편
- 윤석오 : 정동호 역

육군 준장, 대통령 경호실 상황국장, 대통령 경호실 일반차장보, 대통령 경호실 차장, 대통령 경호실장 직무대리, 대통령 경호실장, 육군 제8보병사단장, 육군본부 인사참모부장, 육군 제5군단장, 육군참모차장, 훗날 육군 중장 예편, 한국도로공사 사장, 민주자유당 국회의원
- 차윤회 : 고명승 역

육군 대령, 대통령 경호실 작전담당관, 수도경비사령관, 국군보안사령관, 육군 제3야전군사령관, 훗날 육군 대장 예편
- 차기환 : 정도영 역

육군 준장, 육군 보안사령부 보안처장, 국방부 사무차관보, 훗날 육군 소장 예편
- 이정웅 : 김진영 역

육군 대령, 육군 수도경비사령부 제33경비단장, 육군참모총장, 훗날 육군 대장 예편
- 홍성선 : 신우식 역

육군 준장, 육군 특전사 제7공수특전여단장, 훗날 육군 소장 예편

### 윤필용 사건 수사 당시 육군 보안사령부 관련
- 이승호 : 계충희 역

육군 대령, 육군 보안사령부 보안처장(비하나회) - 육군 대령 예편
- 유판웅 : 계충의 역

전직 육군 보안사령부 대공처장(비하나회) - 육군 준장 예편 - 계충희의 첫째 형
- 문풍지 : 계충전 역

전직 육군 보안사령부 방첩과장(비하나회) - 육군 대령 예편 - 계충희의 둘째 형
- 이근욱 : 최예섭 역

육군 준장, 보안사 기획조정처장(비하나회), 훗날 육군 준장 예편
- 문관일 : 홍성률 역

육군 중령, 보안사 대공과장(비하나회), 훗날 육군 대령 예편

### 12.12 군사 쿠데타 당시 육군 보안사령부 관련
- 이두섭 : 권정달 역

육군 대령, 보안사 정보처장(비하나회), 훗날 육군 준장 예편

### 12.12 군사 쿠데타 당시 육군 수도경비사령부 관련
- 선동혁 : 김기택 역

육군 수도경비사령부 참모장(비하나회), 육군 준장 예편
- 권혁호 : 김수택 역

육군 중령, 육군 수도경비사령관 비서실장(비하나회)

### 12.12 군사 쿠데타 당시 육군 특전사령부 관련
- 안병경 : 이순길 역

육군 준장, 육군 특전사령부 부사령관(비하나회)
- 권오성 : 박종환 역

육군 중령, 육군 특전사령관 비서실장(비하나회)
- 김선동 : 박종규 역

육군 특전사령부 제3공수특전여단 15대대장(육군 중령, 하나회), 훗날 육군 소장 예편
- 전현 : 김오랑 역

육군 특전사령관 예하 전속부관(육군 소령, 비하나회) - 사후 육군 중령 특진 추서
- 김현숙 : 백영옥 역

육군 중령 김오랑 부인

### 김오랑 육군 중령 추념 당시 하나회 관련
- 최범호 : 유효일 역

육군 특전사 공수특전여단 예하 대대장(육군 중령), 훗날 육군 소장 예편
- 최원형 : 민병국 역

육군 제1사단 예하 포병대대장(육군 중령), 훗날 육군 소장 예편
- 김관기 : 안광찬 역

육군 수경사 제30경비단 예하 중대장(육군 소령), 훗날 육군 중장 예편
- 정재곤 : 강창희 역

육군대학교 교수(육군 중령), 훗날 육군 중령 예편
- 최지나 : 이재숙 역

육군 중령 강창희 처
- 손민우 : 황진하 역

육군 제1사단 예하 포병대대 보병중대장(육군 소령), 훗날 육군 중장 예편
- 나지원 : 김보경 역

육군 소령 황진하 처

### 그 외 인물
- 홍성민 : 최계월 역

한국 남방개발 사장
- 김강산 : 김주열 역

에너지 개발주역
- 심우창 : 이윤형 역

에너지 개발주역
- 김하림 : 마사끼 구라하라 역

일본상사 마루베니 대표
- 미상 : 베니 역

인도네시아 정보총국장
- 미상 : 하리요노 역

인도네시아 국영 석유공사 총재
- 미상 : 수하르토 역

인도네시아 대통령
- 윤덕용 : 진종채 역

국군 정보사령관, 육군 제2군사령관, 육군 대장
- 박영태 : 신상옥 역

영화감독
- 양금석 : 최은희 역

영화배우(신상옥 영화감독의 부인)
- 김하림 : 기무라 도시오 역

일본 외상
- 박영지 : 우시로꾸 도라오 역

주한 일본대사
- 서희승 : 이준구 역

경향신문사 사장
- 전국환 : 김경재 역

예비역 공군 대위 출신의 미국 필라델피아 교포신문 주간
- 오미희 : 신영순 역

김형욱의 아내
- 김기현 : 박찬긍 역

육군 군수사령관(1979년 당시 부산 지역 계엄사령관), 예비역 육군 중장 출신
- 이한우 : 브루스터 역

미CIA 한국지부장, 미 대사 정치담당특보
- 오세장 : 글라이스틴 역

주한미국대사
- 데니스 크리스틴 : 하우스만 역

미군사령부 고문
- 송영창 : 허문도 역

중앙정보부장 비서실 실장, 대통령비서실 공보비서관, 문공부 차관
- 송호섭 : 이재우 역

광주505보안부대장
- 김진화 : 서의남 역

광주505보안부대 대공과장
- 강구한 : 이상재 역

취조관 육군 준사관(예비역 육군 준장 출신 전직 국무총리 김종필 심문 취조관), 훗날 계엄사 언론대책반 반장(언론통폐합 주요 작전 가담), 육군 준사관 예편
- 이종만 : 정주영 역

현대그룹 회장
- 권성덕 : 최준문 역

동아건설 회장
- 전국환 : 김교련 역

동아건설 사장(보안사 전 대공처장)
- 서권순 : 최남순 역

무궁화유지 사장
- 박인환 : 강신옥 역

국회의원, 변호사
- 이정돈 : 원강희 역

군 검찰관
- 허기호 : 여동명 역

국선변호인 변호사(정승화 변호)
- 정상철 : 정원민 역

해군 소장(정승화 사건 재판장) - 훗날 해군 중장 예편
- 박정웅 : 조철재 역

육군 대령(육군교도소장)
- 이성호 : 김제형 역

김재규 재판 초창기 변호사(강신옥 변호사와는 옛날 동료 사이)
- 김서라 : 장영자 역

(주) 대화산업 명예회장
- 김종결 : 이동찬 역

코오롱그룹 회장
- 최은숙 : 이철경 역

육영수 여사의 이화여고 시절 담임교사, 전직 중등교원 출신 서예가
- 정은수 : 심수봉 역

10·26 사건 당시 현장에 있던 가수.
- 나경미 : 신재순 역

10·26 사건 당시 현장에 있던 한양대학교 연극영화학과 4학년 학생.
- 선우용녀 : 장정이 역

김재규의 내연녀
- 김혜옥 : 김묘춘 역

박흥주의 아내
- 강상구 : 김옥두 역

김대중 비서
- 구보석 : 권노갑 역

김대중 측근
- 황윤걸 : 한화갑 역

김대중 측근
- 안종익 : 유인태 역

김대중 측근
- 전국근 : 김덕룡 역

김영삼 비서
- 김보연 : 민 마담 역

연희동 비밀요정 마담
- 조현숙 : 김예리 역

김종필의 딸
- 임문수 : 김인기 역

공군사관학교 교장
- 임정하 : 안종훈 역

육군 군수기지 사령관
- 홍계일 : 이희성 역

육군 대장, 중앙정보부장 서리, 육군참모총장
- 이대로 : 유병현 역

육군 대장, 한미연사령부 부사령관, 합동참모의장
- 온영삼 : 윤자중 역

공군 대장, 공군참모총장
- 윤갑수 : 윤흥정 역

육군 중장, 육군 전투교육사령관
- 김주영 : 정웅 역

육군 소장, 육군 제31보병사단장
- 황미숙 : 양순의 역

이화여대 회의장 이화여자대학교 대학생
- 김정국 : 안찬용 역

이화여대 회의장 고려대학교 대학생
- 최영재 : 현태진 역

이화여대 회의장 연세대학교 대학생
- 김윤정 : 강인아 역

이화여대 회의장 서울대학교 대학생
- 고주희 : 고주연 역

이화여대 회의장 서울대학교 대학생
- 최종환 : 윤상원 역

들불야학 교사
- 강수진 : 김창길 역

광주 민주화 운동 당시 학생수습위원회 회장
- 이성재 : 정상용 역

- 양동재 : 김범태 역

시위대 대표(조선대 법대)
- 권경하 : 전옥주 역

가정주부
- 임종국 : 장형태 역

전남도지사
- 조동희 : 구용상 역

전남 광주시장
- 안광진 : 정건영 역

전남 광주시장 비서실 실장
- 박승규 : 문병란 역

시인
- 김찬구 : 최한영 역

5.18 수습위원장
- 정인석 : 장세균 역

목사, 5.18 수습위원
- 송경희 : 박영순 역

5.18 마지막 가두방송원, 광주송원전문대 학생
- 성완경 : 박관현 역

전남대 학생
- 이정성 : 박남선 역

광주시민 시민군 상황실 실장
- 황덕재 : 장세환 역

광주에 있던 전북일보 기자
- 이시은 : 박운희 역

광주에 있던 MBC 문화방송 기자
- 기연호 : 최태민 역

구국봉사단 총재 목사
- 박상조 : 서동권 역

예비역 해군 대위 출신의 검사, 훗날 검찰총장
- 김찬구 : 신건 역

예비역 해군 대위 출신의 훗날 국가정보원장
- 장정희 : 장성희 역

장영자의 친정 언니
- 사미자 : 골동품 가게 주인 역

(장영자에게 골동품을 파는 단역·까메오 출연)
- 정동남 : 골동품 감정사 역

(장영자 집 골동품을 감정하는 단역·까메오 출연)

## 드라마 부제
| 회차       | 부제                          | 본 방송일        |
| 제1회      | 운명의 날 10·26 (上)          | 1995년 10월 18일 |
| 제2회      | 운명의 날 10·26 (下)          | 1995년 10월 19일 |
| 제3회      | 오지 않는 새벽 (上)           | 1995년 10월 25일 |
| 제4회      | 오지 않는 새벽 (下)           | 1995년 10월 26일 |
| 제5회      | 역사의 역류 12·12 (上)        | 1995년 11월 1일  |
| 제6회      | 역사의 역류 12·12 (下)        | 1995년 11월 2일  |
| 제7회      | 빼앗긴 서울의 봄 (上)         | 1995년 11월 8일  |
| 제8회      | 빼앗긴 서울의 봄 (下)         | 1995년 11월 9일  |
| 제9회      | 오월의 노래 (上)              | 1995년 11월 15일 |
| 제10회     | 오월의 노래 (下)              | 1995년 11월 16일 |
| 제11회     | 윤필용과 하나회 (上)          | 1995년 11월 22일 |
| 제12회     | 윤필용과 하나회 (下)          | 1995년 11월 23일 |
| 제13회     | 박대통령 저격미수 사건 (上)   | 1995년 11월 29일 |
| 제14회     | 박대통령 저격미수 사건 (下)   | 1995년 11월 30일 |
| 제15회     | 유신 쿠데타 (上)              | 1995년 12월 6일  |
| 제16회     | 유신 쿠데타 (下)              | 1995년 12월 7일  |
| 제17회     | 큰손 장영자 (上)              | 1995년 12월 13일 |
| 제18회     | 큰손 장영자 (下)              | 1995년 12월 14일 |
| 제19회     | 신상옥, 최은희 납북 사건 (上) | 1995년 12월 20일 |
| 제20회     | 신상옥, 최은희 납북 사건 (下) | 1995년 12월 21일 |
| 제21회     | 각하, 큰일났습니다 (上)       | 1995년 12월 27일 |
| 제22회     | 각하, 큰일났습니다 (下)       | 1995년 12월 28일 |
| 제23회     | 김형욱 실종사건 (上)          | 1996년 1월 3일   |
| 제24회     | 김형욱 실종사건 (下)          | 1996년 1월 4일   |
| 제25회     | 요정정치 (上)                 | 1996년 1월 10일  |
| 제26회     | 요정정치 (下)                 | 1996년 1월 11일  |
| 제27회     | 차지철과 경호실 (上)          | 1996년 1월 17일  |
| 제28회     | 차지철과 경호실 (下)          | 1996년 1월 18일  |
| 제29회     | YH 사건 (上)                  | 1996년 1월 24일  |
| 제30회(終) | YH 사건 (下)                  | 1996년 1월 25일  |

## 이모저모
- 1995년 10월 18일 뉴스데스크에 해당 드라마의 주요장면이 2분가량 나가고, 이어 10월 28일 FM 라디오 정오의 희망곡을 통해 댄스곡 위주의 가요들을 메들리로 내보내며 중간중간에 해당 드라마의 주요 대사를 집어넣는 이색 홍보를 하여 비난을 샀다.[2]
- 방송위원회(현 방송통신위원회)로부터 시청률을 의식한 지나친 흥미 위주의 제작으로 시청자들의 역사인식을 그릇되게 할 수 있다고 판단되어 'TV드라마에 대한 일반권고' 조치를 받았다.[3]
- 신한국당 허화평 의원은 해당 드라마와 SBS 코리아게이트가 당시 합동수사본부 측의 명예를 실추시켰다는 이유를 들어 MBC 강성구 사장, SBS 윤세영 회장과 드라마 PD, 작가 등 관련자 16명을 서울지방검찰청에 명예훼손 혐의로 고소했다.[4]
- 당초 주말 특별기획 드라마로 방송할 예정이었으나 비슷한 성격의 정치드라마인 SBS 코리아게이트가 1995년 10월 21일부터 토요일 2회 연속 방영을 실시한다는 사실이 알려지자[5] MBC는 애초 숙희 후속 수목극으로 기획됐던[6] 전쟁과 사랑과 편성을 변경했다.
- 이 드라마에는 제작지원 스폰서도 있는데 의류 제조회사인 빅벨/올로 -> 남성복 자방에서 협찬했다.

## 사과문
지금까지 방송된 내용중 사실검증 및 고증과정에서 표현상의 오류가 일부 있었으며 특히 윤성민 대장, 홍성률 장군, 김예리 씨(김종필 前 국무총리의 딸), 최문규 장군의 경우 계급과 행적에 있어 표현상의 착오가 있었음을 유감으로 생각합니다. 깊은 양해 있으시길 바랍니다.
이 프로그램 제작 중 순직한 카메라맨 故 조수현님, 조명기사 故 장현석님, 분장사 故 안성빈님의 명복을 빌며 제작에 협조해 주신 관계자 여러분과 성원과 격려를 해주신 시청자 여러분께 다시한번 깊은 감사의 말씀을 드립니다.
- 1996. 1.25 MBC -

## 같이 보기
- 서울의 봄
- 《서울의 봄》 2023년 영화
- 《남산의 부장들》 2020년 영화
- 《택시운전사》 2017년 영화
- 《화려한 휴가》 2007년 영화
- 《그때 그사람들》 2005년 영화
- 《코리아게이트》 1995년 서울방송 드라마
- 제4공화국
- 코리아게이트
- 부마 민주 항쟁
- 10월 유신
- 김형욱 납치 암살 사건
- 10·26 사건
- 12·12 군사 반란
- 5·17 쿠데타
- 5·18 광주 민주화 운동